# Simone Raineri
Simone Raineri, född den 7 februari 1977 i Bozzolo i Italien, är en italiensk roddare.
Han tog OS-silver i scullerfyra i samband med de olympiska roddtävlingarna 2008 i Peking.